# Pine Level (comté de Santa Rosa, Floride)
Pour les articles homonymes, voir Pine Level.
Pine Level est une census-designated place du comté de Santa Rosa, dans l'État de Floride, aux États-Unis,. En 2010, elle compte une population de 227 habitants.